# نجیم حیدری
عبدالنجیم حیدری (متولد ۲۶ دسامبر ۱۹۹۹) یک فوتبالیست بین‌المللی افغانستانی است که به عنوان مدافع در باشگاه دن بوش و تیم ملی افغانستان بازی می‌کند.

## آمار

### باشگاهی
تا تاریخ ۱۶ جون ۲۰۲۰.
| باشگاه               | فصل     | لیگ                      | لیگ    | لیگ  | جام    | جام  | سایر   | سایر | کل     | کل   |
| باشگاه               | فصل     | بخش                      | بازی‌ها | گل‌ها | بازی‌ها | گل‌ها | بازی‌ها | گل‌ها | بازی‌ها | گل‌ها |
| -------------------- | ------- | ------------------------ | ------ | ---- | ------ | ---- | ------ | ---- | ------ | ---- |
| BVV Barendrecht      | ۲۰۱۸–۱۹ | Tweede Divisie           | ۳      | ۰    | ۰      | ۰    | ۰      | ۰    | ۳      | ۰    |
| باشگاه فوتبال دن بوس | ۲۰۱۹–۲۰ | لیگ دسته اول فوتبال هلند | ۰      | ۰    | ۰      | ۰    | ۰      | ۰    | ۰      | ۰    |
| کل                   | کل      | کل                       | ۳      | ۰    | ۰      | ۰    | ۰      | ۰    | ۳      | ۰    |

Notes

### بین‌المللی
تا تاریخ ۱۶ جون ۲۰۲۰.
| تیم ملی   | سال  | بازی ها | گل‌ها |
| --------- | ---- | ------- | ---- |
| افغانستان | ۲۰۱۹ | ۴       | ۰    |
| کل        | کل   | ۴       | ۰    |